# Кодификација практичне етике у медицини

Заклињем се да ћу лекарску делатност обављати стручно и савесно и да ћу се у свом раду придржавати свих правила лекарске професије, закона и других прописа, Статута Коморе и Кодекса медицинске етике Коморе.

Текст заклетве Лекарске коморе Србије, октобар 2009. којом лекари Србије  прокламује и јавно формулишу - кодификује одређене професионалне обавезе и дужности медицинских (здравствених) радника
Кодификација практичне етике у медицини има за циљ да прокламује и јавно формулише - кодификује одређене професионалне обавезе и дужности медицинских (здравствених) радника, кроз писана документа која се називају кодекси.
Успешност здравственог радника зависи од стручног и етичког понашања. За ову професију основни услови за рад су знање и савест. Савест без знања је некорисна. Знање без савести је неморал и опасност. Зато су најбоље организације или друштвене заједнице оне које све учеснике чине заинтересованим за успешно лечење на на медицинској етици и кодексима прописаним принципима практичне етике. Тако се елиминише сујета појединаца, да не лечи оно што не зна, већ да шаље ономе ко зна.

## Историја
Кодификација практичне етике у медицини, као и етичност лекарског рада регулисана је још у Хипократовој заклетви, која је до данашњих дана остала основни етички норматив за све здравствене раднике (лекаре, стоматологе, фармацеуте и остале).
У време Хипократа (рођеног на Косу 450. године пре нове ере) постојали су посебно едуковани стручњаци за разне области лечење и припремање лекова (лекари-апотекари). Подела на медицину и фармацију почела је тек од 1240. године Салернским едиктом, а на поједине специјалности и много касније. Лекарска тајна озакоњена је тек 1810. године у Француској.
Медицинска етика кроз историју, непрстано је добијала обележје епохе и друштвених односа, али је увек задржавала специфичност лекарског позива, садржаног у оригиналној Хипократовој заклетви. Вредност ове заклетве је, што се у њој Хипократ ослободио религије, наметањем култа човека и увођењем научног принципа посматрања човека и природе. Научни принцип - систем запажања и тумачења, којима је Хипократ у Заклетву унео основне деонтолошке принципе (који су у то време важили у Грчкој). Суштина тих хипократових захтева (који се битно нису мењали кроз историју) је да лекари треба да поседују:
- знање и етичко понашање,
- да нису лакоми за новац,
- да су повучени, кротки и достојанствени,
- да непрстано стичу животне мудрости и да разумно говоре,
- да су у стању да се чувају мана, празноверице и да знају кога је нужно лечити бесплатно.

## Основни принципи
Из историје су нам познати бројни кодекси етике здравствених радника. Оваквим кодификовање друштвене организације, професионална удружења здравствених радника и друштво у целини стављају се у позицију да сами себе регулишу. 
Морална правила и норме унете у кодексе, нису трајне и непроменљиве, временом се кроз праксу оне мењају и дограђују. Много шта се променило и свакога дана се мења у хуманом друштву (друштвени систем, тржишна привреда), а са њом и суштински односи у друштву. Мења се организација здравства и положај здравствених радника. Нови друштвени односи захтевају одређене моралне одговорности и савест здравствених радника. У време компјутеризације може се запоставити личност пацијента. Апарати потискују лекара, који све чешће гледа донети резултати, а све мање зна о пацијенту.
Са друге стране интернет је омогућава пацијенту широку информисаност о његовим проблемима. Тиме се није смањила, већ напротив повећала обавеза лекара да се стално усавршава и буде информисан о свим новинама у медицини. У свим тим условима рада када лекар немамо довољно сопственог искуства, он мора бити упућени на туђа, а ту настаје компетентност и одговорност онога ко преноси туђа искуства. Лекар не мора све да зна, али је етички важно да зна колико не зна.
Зато су настали кодификовани принципи, да уреде све те бројне недоумице, недоречености код појединаца у основне етичке принципе медицинске струке којих се мора придржавати појединац.

## Трајност кодификованих принципа
Важно је истаћи да кодификовани принципи имају ограничену вредност, тј. важе за оно време за које су донети и за то друштвено уређење.
| „ | „Зато је чак најгенијалнији кодекс од свих, Хипократова заклетва, данас ревидиран у деловима. Због промене услова живота и друштвене организованости настаје потреба да се мењају раније донети и кодификовани етички принципи, што подразумева и оправдава ревизој етичких кодекса.” | ” |

## Санкционисање непоштовање кодификованих принципа
Свако кршење кодификованих начела подразумева, тј. за собом повлачи одговорност унутар професионалне организације, рецимо преко суда части. Санкције подразумевају опомену, јавно жигосање или искључивање из здравстених удружења-организација. Утврђене су и санкције, забране обављања професије или забрана рада са пацијентима за лекаре.